# 제노코
주식회사 제노코(영어: Genohco)는 경기도 군포시 농심로 72번길 1 (당정동, 제노코빌딩)에 본사를 둔 항공우주 통신 기업이다.

## 역사
2004년 11월에 설립, 2021년 3월에 코스닥 시장에 기술특례로 상장되었다.

## 사업
군전술정보통신체계 (TICN) 핵심부품인 비접촉식 광케이블을 주력으로 위성탑재체, 위성지상국, 항공전자, EGSE/점검장비, 방산핵심부품 등 총 5개의 사업부문을 영위하고 있다.